# Венгерская минога
Венгерская минога (лат. Eudontomyzon danfordi) — вид пресноводных паразитических бесчелюстных семейства миноговых.
Венгерская минога занимает промежуточное положение между паразитическими и непаразитическими миногами. Взрослые формы являются внешними паразитами рыб, питающиеся кровью рыбы, присасываясь к телу жертвы. Но в отличие от других паразитических миног взрослые особи не совершают миграции в море после преобразования из личинки, а все время живут в реках. Длина до 25 см. Встречается на неглубоких участках рек с чистой проточной водой, держится вблизи дна.
Половой зрелости достигает на 4 году жизни при длине 16—17 см. Нерест в апреле—мае при среднесуточной температуре воды около 8 °C. Для нереста миноги поднимаются вверх по течению ручьёв и рек. Плодовитость от 3 до 10 тысяч икринок диаметром до 1 мм. После нереста взрослые особи живут ещё 1—2 года. Развитие с метаморфозом. Личинки живут, погрузившись в почву на глубину до 15 см, образуют скопления, различные по количеству и возрасту особей. Питаются детритом и водорослями. Метаморфоз сложный, длится несколько недель в течение поздней осени или зимы.
Промышленного значения не имеет. В результате деятельности человека (в частности загрязнение рек) численность венгерской миноги значительно сократилась, вид занесён в Красную книгу Украины.
Ареал охватывает карпатские притоки Дуная.